# Ludmiła Roszko
Ludmiła Roszko (ur. 15 czerwca 1913 Nowoswitliwce, (we wschodniej Ukrainie), zm. 19 grudnia 2000 w Toruniu) – polska geomorfolog.
Jej ojcem był Wasilij Porfirowicz Rożkow (Василий Порфирьевич Рожков), urodzony w 1877 roku, pochodzący z okolic Ługańska, Rosjanin wyznania prawosławnego, mieszczanin chłopskiego pochodzenia, absolwent prawosławnego seminarium duchownego, a następnie Wydziału Fizyki i Matematyki Uniwersytetu w Juriewie. Pracując w smoleńskim żeńskim gimnazjum jako nauczyciel matematyki uczył także Jadwigę Domańską, pochodzącą z polskiej patriotycznej rodziny o korzeniach arystokratycznych, katoliczkę. Przez kilka lat mieszkali w Muromiu, gdzie jej ojciec był nauczycielem. Rewolucja 1917 roku spowodowała, iż jej ojciec (będąc jednym z przywódców powstania białogwardzistów w mieście) musiał uciekać, matkę zaś wypędzono z majątku. Wraz z dwiema córkami: Ludmiłą i Walerią przedostała się do Wilna, gdzie zamieszkała u swego brata.
Ludmiła uczęszczała do Gimnazjum Sióstr Nazaretanek w Wilnie, ukończyła je w 1933 roku, po czym podjęła studia w zakresie geografii na Uniwersytecie Stefana Batorego. Ukończyła je w 1939 roku, pod kierunkiem Mieczysława Limanowskiego. W czasie II wojny światowej pracowała jako nauczycielka w litewskim VI Państwowym Gimnazjum Wileńskim dla Dziewcząt, a w latach 1941-44 zaangażowała się w tajne nauczanie. W tym czasie była jedną z sześciu studentek, które pod opieką ks. Michała Sopoćki, przygotowywały założenie zgromadzenia zakonnego. Od 1944 do 1945 roku pracowała w Litewskim Instytucie Geologicznym w Wilnie.
.
Po wojnie przyjechała, wraz z grupą pracowników i wykładowców USB, do Torunia, gdzie 1 października 1945 roku została zatrudniona na stanowisku asystenta w Katedrze Geografii Fizycznej, tworzonego Uniwersytetu Mikołaja Kopernika. W 1951 roku uzyskała stopień doktora nauk geograficznych. Tematem jej rozprawy były Moreny czołowe zachodniego Pojezierza Mazurskiego, a promotorem Rajmund Galon. W 1955 Centralna Komisja Kwalifikacyjna nadała jej tytuł docenta na podstawie całokształtu dorobku.
W 1948 roku, po spotkaniu z ks. Michałem Sopoćką w Myśliborzu, pierwotna wspólnota, zwana "Wileńską Szóstką" podzieliła się. Dwie z nich (Jadwiga Osińska i Izabela Naborowska) stały się matkami organizatorkami Zgromadzenia Sióstr Jezusa Miłosiernego. Roszkówna założyła zaś (wraz z Zofią Komorowską) świecką wspólnotę życia konsekrowanego: Instytut Miłosierdzia Bożego, którą przez wiele lat kierowała. Dnia 24 września 1949 roku złożyła prywatne śluby wieczyste w kaplicy OO. Jezuitów w Toruniu. Latem 2013 roku stała się oficjalnie współzałożycielką tej wspólnoty.
Skazana przez Sąd Najwyższy (rozprawa odbyła się 22 stycznia 1962 roku) za kierowanie organizacją kościelną, która miała charakter tajny wobec władzy ludowej na 2 lata więzienia (w zawieszeniu). Wyrok ten oznaczał koniec kariery zawodowej, dalszą inwigilację i kolejne prześladowanie: zawieszenie wykładów, odmowa służbowego mieszkania, ograniczenie wyjazdów zagranicznych, brak asystentów, pracę operacyjną mającą na celu obniżenie pozycji naukowej na UMK wśród współpracowników.
Trzy wnioski o nadanie tytułu profesora, składane przez Instytut Geografii i Radę Wydziału Biologii i Nauk o Ziemi UMK zostały odrzucone z przyczyn politycznych. Z tych samych względów była zawieszona w pełnieniu obowiązków dydaktycznych w latach 1960-1963, a także nie mogła przez dłuższy czas pełnić funkcji kierowniczych.
Odznaczona Złotym Krzyżem Zasługi (1975) i Krzyżem Kawalerskim Orderu Odrodzenia Polski (1985).

## Wybrane publikacje
- Oz Chełmżyński (1951)
- Moreny czołowe zachodniego Pojezierza Mazurskiego (1955)
- Zagadnienie zasięgu stadium pomorskiego nad dolną Wisłą (1956)
- Mieczysław Limanowski (1876-1948) (1975)
- Zakład Geografii Fizycznej Uniwersytetu Stefana Batorego w Wilnie (1984)
- Rozwój badań z zakresu geografii osadnictwa i ludności w ośrodku wileńskim w okresie międzywojennym (1993)
- Notatki (2009, ISBN 978-83-61311-58-4)